# EP
|  | Wiktionary har en ordboksartikel om ep. |

För andra betydelser, se EP (olika betydelser).

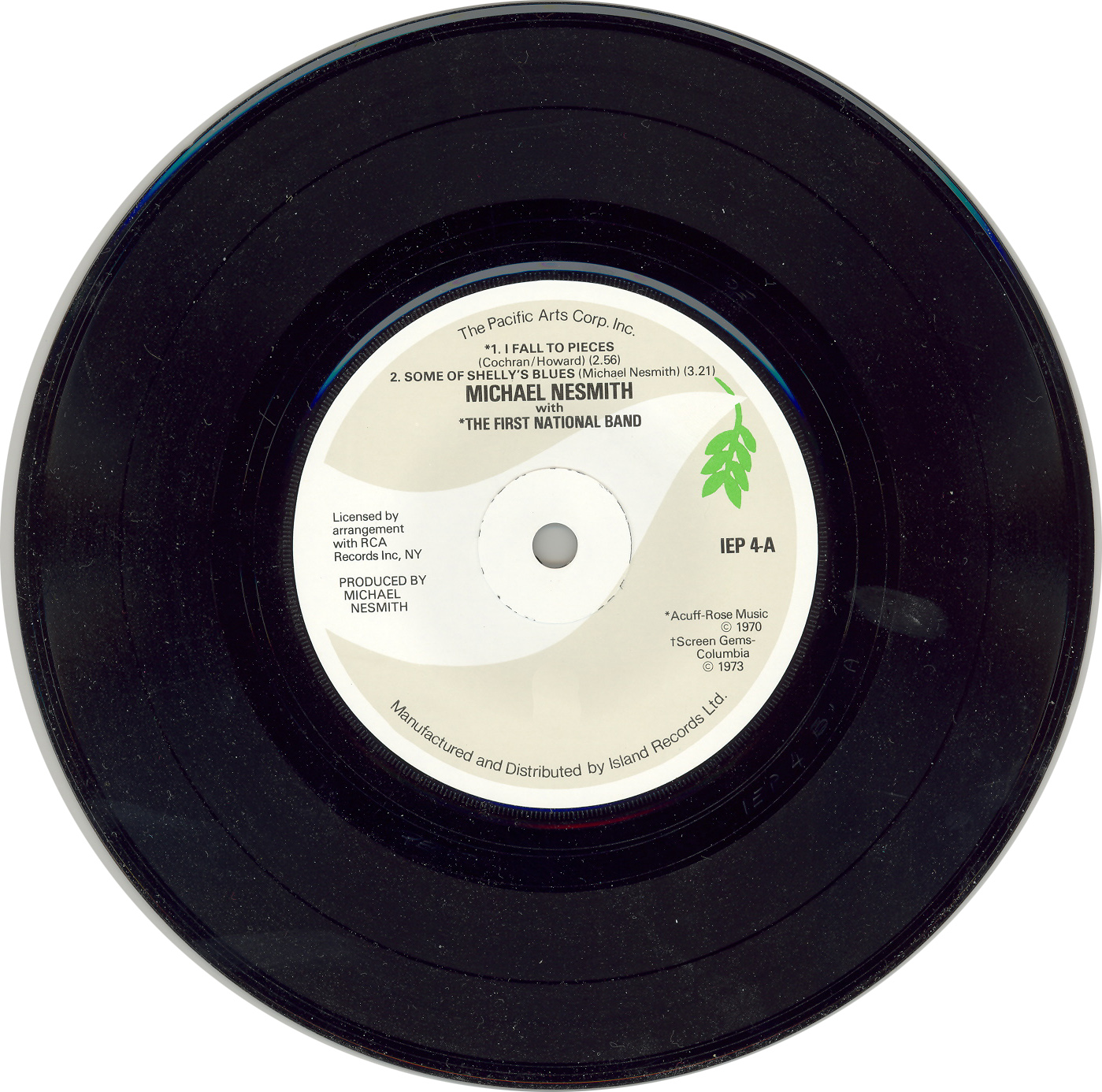
En EP-skiva.

EP (förkortning av engelska extended play, "utökad spelning" i betydelsen "förlängd speltid", EP i svenskt plural) är ett musikalbum som innehåller färre låtar än ett fullängdsalbum men fler än en singel, vanligen 3–5 låtar på totalt 10–20 minuters speltid. Ordet EP gällande vinylskivor syftar på en 7-tumsskiva (det vill säga samma storlek som en singel), men med längre speltid. 

## Vinyl-EP
De flesta EP-skivor spelas liksom singlar på 45 varv per minut, men EP-skivor har vanligen två låtar på varje sida. Speltiden för en vinyl-EP är upp till cirka sju minuter per sida.
Produktionen av EP-skivor inleddes 1952. Det var RCA i USA som introducerade formatet, de första brittiska EP-skivorna utgavs i april 1954 av EMI. I Sverige var EP en tid det mest populära skivformatet. I slutet av 1950-talet utgjorde försäljningen av EP-skivor hela 85 % av skivmarknaden. På 1970-talet kom maxisingeln i samma format som en LP med en varvtid på 45 varv/min, och vinyl-EP i 7-tumsformatet blev mer ovanliga.
Dubbel-EP, dvs två EP-skivor i ett och samma omslag är mycket ovanliga, men förekommer. The Beatles Magical Mystery Tour gavs ursprungligen ut som dubbel-EP.
Maxi-EP är ett ovanligare format. Det är en EP av samma storlek som en LP, (jämför maxisingel). Ett exempel är Magnus Ugglas Magnus Uggla Band sjunger schlagers.

## Senare användning
På senare tid har begreppet EP levt kvar för album på CD och digital nedladdning som innehåller flera låtar, men har en kortare speltid än ett fullängdsalbum.

## Några kända EP-skivor
- Muckartwist av Cool Candys (1962)
- Magical Mystery Tour av The Beatles (1967, dubbel-EP)
- Spot the Pigeon av Genesis (1977)
- Abba-Esque av Erasure (1992)